# Didymopleella cladii
Didymopleella cladii är en svampart som först beskrevs av P. Larsen & Munk, och fick sitt nu gällande namn av Munk 1953. Didymopleella cladii ingår i släktet Didymopleella, klassen Dothideomycetes, divisionen sporsäcksvampar och riket svampar.   Inga underarter finns listade i Catalogue of Life.